# Antoni Serra Planes
Antoni Serra Planes (Sant Jaume de Frontanyà, Berguedà, 8 de novembre de 1808 - Pallerols de Rialb, Noguera, 1875), fou un poeta del grup dels primers romàntics catalans i religiós català. Mentre era rector de Pallerols de Rialb, a la Baronia de Rialb, va escriure la major part de la seva obra. Situat entre el romanticisme i la renaixença, se'l considera un precedent de Jacint Verdaguer, però s'han perdut la majoria dels seus escrits. També fou conegut com a Lo Rector de Pallerols o Lo Frare del Puig.

## Biografia
Va estudiar primària a Vic, on va començar a escriure. El seu primer poema conservat és de poc abans d'entrar al convent dels franciscans de Girona, el 27 de setembre del 1828. A Girona va estudiar teologia va ser ordenat diaca el 26 de desembre de 1834. El 1835 va marxar de vicari a Olost de Lluçanès, va cursar moral a Berga i passà un any a Vernet, on emmalaltí. Per prescripció mèdica va anar al Puig de Rialb del 1841 al 1857, on a més de pregar feia de pagès i notari. El 1849 estava al convent de Berga amb els presoners que els carlins havien fet a Ripoll. Ocupà la rectoria de Pallerols de Rialb des del 1857 fins a la seva mort, el 1875.
Va deixar compilats els seus poemes en una Col·lecció de poesies catalanes (alguns de la seva època d'estudiant, però la majoria dels anys 1859-62), en vint-i-vuit quaderns manuscrits, ordenats per temes o gèneres: marians i hagiogràfics, de Nadal, goigs, contra les doctrines de protestantisme i contra els jocs i els balls. Estaven preparats per publicar, però no es va fer mai. Complementàriament, hi inclou còpies de cançons populars catalanes. En conjunt, suposen l'adhesió a la tradició popular (i, sovint, molt estrictament vallfogonesca), reforçada amb la referència a les melodies amb què s'han de cantar.
Destaca el poema Història de la Baronia de Riaub, el poema més llarg que s'hagi escrit mai d'un municipi català. Serra explica que el terme Pallerols prové d'un paller on es van refugiar uns homes. Hi explica la llegenda de la Mare de Déu de les Neus o de la Lluna que procedeix d'un viatge de Jaume Guardiola a Jerusalem que portà la imatge al Castell de Pallerols que restà amagada durant la invasió musulmana i fou després retrobada.